# Финис Валорум
Финис Валорум (енгл. Finis Valorum) (91. − 21. ПБЈ) је измишљени лик из универзума Звезданих ратова који се први пут појавио у филму Звездани ратови — епизода I: Фантомска претња. Улогу Валорума је играо глумац Теренс Стемп.

## Биографија
У Епизоди I, Валорум је канцелар Галактичке Републике. Галаксију потреса трговинска расправа између Републике и корумпиране Трговачке Федерације, и Валорум у тајности шаље Џедај учитеља Квај-Гон Џина и његовог ученика Оби-Ван Кенобија да разреше проблем. Међутим, преговори пропадају јер Трговачка Федерација одлучује да пошаље дроиде да убију Џедаје. Премда Валорум то није знао, претња је долазила из његовог сопственог круга саветника − његов најповерљивији човек, сенатор Палпатин, у лику мрачног господара Сита Дарт Сидијуса је у тајности финансирао и саветовао Трговачку Федерацију, што је био део већег плана за преузимање контроле над Републиком.
Ситуација се нагло погоршала када је Трговачка Федерација извршила инвазију на Набу што је довело до тога да Валорум изгуби скоро целокупну подршку у сенату. Палпатин је убедио краљицу Набуа, Падме Амидалу, да у сенату покрене гласање о неповерењу, које је успело. Валорум је уклоњен са положаја, а наследио га је Палпатин.
Према материјалу објављеном као део проширеног универзума, Валорум потиче из старе и истакнуте породице, и барем је један од његових предака у прошлости служио као канцелар. Иронично, овакво порекло му је било на штету, јер, премда је био сенатор Литон сектора, многи су веровали да је изабран само због свог славног презимена. Валорумово име, Финис (што значи „крај“), први пут је поменуто у грађи из проширеног универзума. Заправо, његово пуно име и презиме на латинском значи „крај части“, што као да наговештава скори пад Републике; одјек тога се може видети у изјави запањене Падме да „значи тако умире слобода, громогласним аплаузом“. 

### Смрт
Валорум је убијен недуго након битке за Геонозис, у терористичком нападу који је приписан Сепаратистима. Међутим, Валорум се раније виђао са алдеранским сенатором Бејлом Органом, и открио је да је он сумњичав у вези са Палпатиновим политичким потезима. Нејасно је да ли је Палпатин био директно уплетен у смрт свога претходника. Споменик Финису Валоруму је конструисан на Корусанту у част последњој особи која је обављала дужност канцелара пре него што је Палпатин трансформисао Републику у Галактичку Империју.

## Занимљивости
У раним нацртима сценарија за Епизоду IV: Нову наду, име лика који је постао Дарт Вејдер било је „принц Валорум“.